# Kulturåret 1743

## Nya verk
- Den sörgande Turtur-dufvan av Hedvig Charlotta Nordenflycht

## Födda
- 19 februari – Luigi Boccherini (död 1805), italiensk tonsättare.
- 5 mars – Jean-Simon Berthélemy (död 1811), fransk konstnär.
- 17 april – Johan Törnström (död 1828), svensk amiralitetsbildhuggare.
- 16 oktober – Anna Davia (död 1810), italiensk operasångerska.

## Avlidna
- 4 april
  - Robert Ainsworth (född 1660), lexikograf.
  - Daniel Neal (född 1678), historiker.
- 6 maj – Andrew Michael Ramsay (född 1686), biograf.
- 1 augusti – Richard Savage (född omkring 1697), poet.
- 14 september – Nicolas Lancret (född 1690), fransk målare.
- 5 oktober – Henry Carey, poet, tonsättare och dramatiker.
- 15 oktober – John Ozell, översättare.
- 20 oktober – Mikael Dahl (född 1659), svensk konstnär, porträttmålare.
- 27 december – Hyacinthe Rigaud (född 1659), fransk porträttmålare och hovmålare.